# Crassula exserta
Crassula exserta (лат.) — вид суккулентных растений рода Толстянка (Crassula) семейства Толстянковые (Crassulaceae), естественно произрастающий на территории Австралии.

## Название
Родовое латинское название Crassula происходит от латинского слова crassus, — «толстый», в основном из-за присутствия у растений этого рода сочных листьев.
Видовой эпитет exserta (exsertus) переводится с латинского как «выдвинутый, торчащий, выступающий».

## Ботаническое описание
Однолетники с прямостоячими стеблями, достигающими до 15 см в длину, маловетвистые, в основном из нижней части. Листья ланцетные, размером 1,5-3 х 1-2 мм, тупые или иногда острые, слегка суженные к основанию, плоские или сильно выпуклые снизу, мясистые, варьирующие от гладких до морщинистых, в оттенках от зеленого до темно-красного цвета.
Соцветие обычно одиночное, иногда с несколькими тирсами или реже метёлками. Сидячие дихазии расположены в пазухах листовидных прицветников. В период плодоношения цветы имеют цветоножки длиной 0,5 — 2,5 (-5) мм. Цветки пятичленные, чашелистики ланцетные, длиной 1-1,3 мм, заостренные, мясистые, от зеленого до красного цвета, но с бесцветным кончиком. Венчик чашевидный, у основания едва сросшийся, варьирует от белого до красного, лепестки линейно-ланцетные длиной 0,8-1 мм, острые и раскидистые.

## Распространение и экология
Австралия: Южная Австралия, Тасмания, Виктория, Западная Австралия.

## Таксономия
Crassula exserta (Reader) Ostenf., первое упоминание в Dansk Bot. Ark. 2(8): 47 (1918).

### Синонимы
Гомотипные (основанные на одном и том же номенклатурном типе):
- Tillaea exserta Reader
- Crassula sieberiana var. exserta (Reader) Domin